# Ваксина на „Файзър – Бионтек“ срещу COVID-19
Ваксината на Pfizer – BioNTech срещу COVID-19 (INN: tozinameran), продавана под търговската марка Comirnaty, е разработена от германската компания BioNTech в сътрудничество с американската Пфайзер.
Това е първата ваксина срещу COVID-19, която е разрешена от регулаторен орган за спешна употреба. Ваксината е и първата разрешена за редовна употреба.
Прилага се чрез интрамускулна инжекция. Това е РНК ваксина, съставена от нуклеозидно модифицирана информационна РНК (modRNA), кодираща мутирала форма на протеина на вирусния шип на SARS-CoV-2, който е капсулиран в липидни наночастици. Ваксинацията изисква две дози, давани през интервал от три седмици. Способността на ваксината да предотвратява тежка инфекция при деца, бременни жени или хора с компрометирана имунна система, както и продължителността на имунния ефект, са неизвестни. Изпитанията на ваксината започват през април 2020 г. До ноември ваксината е тествана върху над 40 000 души. Междинен анализ на данните от проучването показва потенциална ефикасност от над 90% за предотвратяване на инфекция в рамките на седем дни от втората доза. Най-честите нежелани реакции включват лека до умерена болка на мястото на инжекцията, умора и главоболие. Към декември 2020 г. съобщенията за сериозни нежелани реакции са много редки  и не са докладвани дългосрочни усложнения. Текат фаза III клинични изпитвания на ваксината. Мониторингът на първичните резултати ще продължи до август 2021 г., а мониторингът на вторичните резултати ще приключи до януари 2023 г.
През декември 2020 г. Обединеното кралство се превръща в първата държава, която разрешава употребата на ваксината, скоро одобрение е получено в САЩ, Европейския съюз и няколко други държави.
BioNTech е първоначалният разработчик на ваксината. Компанията си партнира с Пфайзер в разработката, клиничните изследвания, надзора на клиничните изпитания, логистиката, финансите и производството в световен мащаб. В Китай лицензът за разпространение и производство е закупен от китайския конгломерат Fosun, който инвестира и в BioNTech. Разпространението в Германия и Турция се извършва от BioNTech. Пфайзер посочва през ноември 2020 г., че 50 милиона дози могат да бъдат достъпни в световен мащаб до края на 2020 г., а около 1,3 милиарди дози през 2021 г.

## Технология на ваксината
Технологията на BioNTech за ваксината BNT162b2 се основава на използване на нуклеозидно модифицирана информационна РНК (modRNA), която кодира част от протеина на вирусния шип на коронавируса SARS-CoV-2 (COVID-19), предизвиквайки имунен отговор срещу инфекция от неговия протеин.
Кандидатът за ваксина BNT162b2 е избран за най-обещаващия сред три други с подобна технология, разработена от BioNTech. Преди да изберат BNT162b2, BioNTech и Пфайзер са провели фаза I на BNT162b1 в Германия и Съединените щати, докато Fosun е извършил фаза I в Китай. Проучванията от фаза I показват, че BNT162b2 има по-добър профил на безопасност от останалите три кандидати на BioNTech.

### Последователност
Последователността на modRNA на ваксината е с дължина 4284 нуклеотида. Състои се от пет главни капа; 5' нетранслируем регион, получен от последователността на човешки алфа глобин; сигнален пептид (бази 55 – 102) и две замествания на пролин (K986P и V987P, обозначени като „2P“), които карат шипа да приеме стабилизирана чрез префузия конформация, намаляваща способността за мембранно сливане, увеличаваща експресията и стимулираща неутрализиращи антитела; кодонно оптимизиран ген на пълната дължина на протеина на шипа на SARS-CoV-2 (бази 103 – 3879); последван от три основни непреведени региона (бази 3880 – 4174), избрани за повишена протеинова експресия и стабилност на mRNA  и поли-А опашка, включваща 30 аденозинови остатъка, 10-нуклеотидна свързочна последователност и 70 други аденозинови остатъка (основи 4175 – 4284). Последователността не съдържа остатъци от уридин; те се заместват с 1-метил-3'-псевдоуридилил.

### Състав
В допълнение към молекулата на информационната РНК, ваксината съдържа следните неактивни съставки (помощни вещества):
- ALC-0315, ((4-хидроксибутил) азандиил) бис (хексан-6,1-диил) бис (2-хексилдеканоат)
- ALC-0159, 2 – [(полиетилен гликол) -2000] – N, N-дитетрадецилацетамид
- 1,2-дистеароил-sn-глицеро-3-фосфохолин (DSPC)
- холестерол
- двуосновен натриев фосфат дихидрат
- едноосновен калиев фосфат
- калиев хлорид
- натриев хлорид
- захароза
- вода за инжекции

Първите четири от тях са липиди. Липидите и информационната РНК заедно образуват наночастици. ALC-0159 е конюгат на полиетилен гликол.
Ваксината се доставя в многодозов флакон като „бяла до почти бяла, стерилна, замразена суспензия без консерванти за интрамускулно инжектиране“. Преди приложение трябва да се размрази до стайна температура и да се разреди с нормален физиологичен разтвор.